# ユーサフ・カーシュ
ユーサフ・カーシュ（Yousuf Karsh、1908年12月23日 - 2002年7月13日）は、トルコ生まれのカナダの写真家。CC。ウィンストン・チャーチルの唸るライオンなど、多くの著名人のポートレート写真を撮影したことで有名。

## 生涯
オスマン帝国のマルディンで生まれたカーシュは、アルメニア人虐殺を避けて14歳の時にシリアに移る。その二年後、写真家であった叔父を頼り、カナダのケベック州シェルブルックに移住。短期間学校に通った後、叔父のスタジオを手伝うようになる。彼の才能を見込んだ叔父は、1928年にカーシュをボストンの写真家ジョン・ギャロの元に弟子入りさせる。
4年後にカナダに戻り、オタワにスタジオを構える。当時のカナダの首相ウィリアム・ライアン・マッケンジー・キングを初め、多くの政府関係者・著名人のポートレイト写真を手がけるようになる。1941年には『ライフ』の表紙を飾ったウィンストン・チャーチルのポートレイトを撮っている。
15冊の写真集を出版。1967年にはカナダ勲章を授与されている。
2002年、手術後に発症した合併症により、ボストンの病院にて93歳で死去。オタワのノートルダム墓地に埋葬されている。

## 撮影した著名人
- アルベルト・アインシュタイン
- アルベルト・シュヴァイツァー
- アーネスト・ヘミングウェイ
- ジョージ・バーナード・ショー
- アンディ・ウォーホル
- ジョージア・オキーフ
- フランク・ロイド・ライト
- マリリン・モンロー
- エリザベス・テイラー
- オードリー・ヘプバーン
- ハンフリー・ボガート
- ジョーン・クロフォード
- マルクス兄弟
- ローレンス・オリヴィエ
- クラーク・ゲーブル
- ピーター・ローレ
- インディラ・ガンディー
- ジョン・F・ケネディ
- ジャクリーン・ケネディ・オナシス
- エドワード・ケネディ
- ロバート・ケネディ
- モハメド・アリ
- ヘレン・ケラー
- エリザベス2世
- エディンバラ公爵フィリップ
- ジャスパー・ジョーンズ
- ロバート・フロスト
- マーティン・ルーサー・キング・ジュニア
- ウィリアム・ライアン・マッケンジー・キング
- ヘンリー・キッシンジャー
- ジッドゥ・クリシュナムルティ
- エドウィン・ハーバート・ランド
- ワンダ・ランドフスカ
- ジム・ヘンソン
- メル・ファーラー
- チャールトン・ヘストン
- エドモンド・ヒラリー
- アル・ハーシュフェルド
- アルフレッド・ヒッチコック
- ハーバート・フーヴァー
- ジョン・エドガー・フーヴァー
- ボブ・ホープ
- ゴーディ・ハウ
- チャールズ・エヴァンズ・ヒューズ
- コーデル・ハル
- ハロルド・L・イケス
- ヘイスティングス・イスメイ
- ノーマン・ジュイソン
- オーガスタス・ジョン
- ヨハネ・パウロ2世
- ヨハネ23世
- パウロ6世
- ピウス12世
- リンドン・ジョンソン
- ルイ・ジューヴェ
- ユリアナ
- ベアトリクス
- カール・グスタフ・ユング
- ガーソン・ケニン
- ルース・ゴードン
- ボリス・カーロフ
- ダニー・ケイ
- ケン・キージー
- ニキータ・フルシチョフ
- ビリー・ジーン・キング
- アンジェラ・ランズベリー
- ジャック＝アンリ・ラルティーグ
- チャールズ・ロートン
- ル・コルビュジエ
- アラン・ジェイ・ラーナー
- ルネ・レヴェック
- ジェリー・ルイス
- ベアトリス・リリー
- ジーナ・ロロブリジーダ
- ソフィア・ローレン
- ピーター・ローレ
- ヘンリー・ルース
- ダグラス・マッカーサー
- ハロルド・マクミラン
- アーネスト・マクミラン
- バーナード・L・マドフ
- アンナ・マニャーニ
- ノーマン・メイラー
- ジョン・メージャー
- アンドレ・マルロー
- ネルソン・マンデラ
- トーマス・マン
- ジャコモ・マンズー
- マルセル・マルソー
- マリノ・マリーニ
- ジョージ・マーシャル
- サーグッド・マーシャル
- サマセット・モーム
- フランソワ・モーリアック
- ロディ・マクドウォール
- マーシャル・マクルーハン
- ロバート・マクナマラ
- ズービン・メータ
- ポール・メロン
- ジャン＝カルロ・メノッティ
- ユーディ・メニューイン
- アーサー・ミラー
- ジョアン・ミロ
- フランソワ・ミッテラン
- ヴャチェスラフ・モロトフ
- ジャン・モネ
- バーナード・モントゴメリー
- ヘンリー・ムーア
- マザー・テレサ
- ルイス・マウントバッテン
- ブライアン・マルルーニー
- エドワード・R・マロー
- ウラジーミル・ナボコフ
- ラルフ・ネーダー
- ジャワーハルラール・ネルー
- バーネット・ニューマン
- リチャード・ニクソン
- パット・ニクソン
- イサム・ノグチ
- ジェシー・ノーマン
- キム・ノヴァク
- ルドルフ・ヌレエフ
- マーガレット・オブライエン
- オーラヴ5世
- ローレンス・オリヴィエ
- ヴィヴィアン・リー
- ロバート・オッペンハイマー
- アーノルド・パーマー
- ゴードン・パークス
- ライナス・ポーリング
- レスター・B・ピアソン
- グレゴリー・ペック
- イオ・ミン・ペイ
- アーヴィング・ペン
- イツァーク・パールマン
- ロス・ペロー
- ジョン・パーシング
- ミシェル・プラティニ
- マイヤ・プリセツカヤ
- パブロ・ピカソ
- クリストファー・プラマー
- ハロルド・プリンス
- エミリオ・プッチ
- レーニエ3世
- シャーロット・ランプリング
- テレンス・ラティガン
- サイモン・ラトル
- マン・レイ
- ロナルド・レーガン
- ヴァネッサ・レッドグレイヴ
- ジェローム・ロビンズ
- ポール・ロブスン
- ジャッキー・ロビンソン
- デイヴィッド・ロックフェラー
- ネルソン・ロックフェラー
- ノーマン・ロックウェル
- リチャード・ロジャース
- オスカー・ハマースタイン2世
- ジョージ・ロムニー
- フランクリン・ルーズベルト
- エレノア・ルーズベルト
- ジェームズ・ルーズベルト
- ジョン・バカン
- ガブリエル・ロワ
- アルトゥール・ルービンシュタイン
- バートランド・ラッセル
- アンドレイ・サハロフ
- ジョナス・ソーク
- カール・サンドバーグ
- カーネル・サンダース
- デイヴィッド・サーノフ
- ルネ・クレール
- チャールズ・M・シュルツ
- ノーマン・シュワルツコフ
- バーバラ・アン・スコット
- ハンス・セリエ
- ルドルフ・ゼルキン
- ラヴィ・シャンカル
- モイラ・シアラー
- フルトン・J・シーン
- ユーニス・ケネディ・シュライバー
- ジャン・シベリウス
- アイザック・バシェヴィス・シンガー
- ゲオルク・ショルティ
- スティーヴン・ソンドハイム
- ピエール・スーラージュ
- エドワード・スタイケン
- ジョン・スタインベック
- グロリア・スタイネム
- アイザック・スターン
- ジェームズ・ステュアート
- レオポルド・ストコフスキー
- リヒャルト・シュトラウス
- イーゴリ・ストラヴィンスキー
- スカルノ
- ヘレン・ブルック・タウシグ
- キリ・テ・カナワ
- マーガレット・サッチャー
- ヨシップ・ブロズ・チトー
- ピエール・トルドー
- ハリー・S・トルーマン
- デズモンド・ムピロ・ツツ
- ジョン・アップダイク
- ルートヴィヒ・ミース・ファン・デル・ローエ
- レイフ・ヴォーン・ウィリアムズ
- マリア・エレナ・ヴィエイラ・ダ・シルヴァ
- ヘルベルト・フォン・カラヤン
- カート・ヴォネガット
- レイ・ブラッドベリ
- クルト・ヴァルトハイム
- バーバラ・ウォルターズ
- アール・ウォーレン
- ジェームズ・ワトソン
- トーマス・J・ワトソン
- イーヴリン・ウォー
- クルト・ヴァイル
- ハーバート・ジョージ・ウェルズ
- エリ・ヴィーゼル
- ビリー・ワイルダー
- テネシー・ウィリアムズ
- ハロルド・ウィルソン
- ファイサル
- ウォルト・ディズニー
- クリスチャン・ディオール
- ドワイト・D・アイゼンハワー
- アルベルト・ジャコメッティ
- マーサ・グレアム
- パブロ・カザルス
- グレース・ケリー
- マリアン・アンダーソン
- フィデル・カストロ
- ヴィアー・ポンソンビー
- ウィリアム・ライアン・マッケンジー・キング
- ラッシュ (カナダのバンド)
- 14世喜多六平太（能心）
- 尾崎行雄
- 川端康成
- 黒澤明

　　　　　　　　　　　　　　　　　　　他多数

## カーシュの撮影したポートレイト

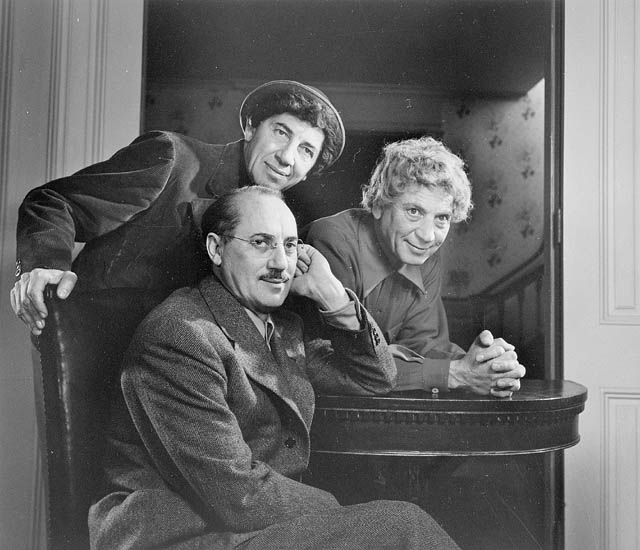
マルクス兄弟
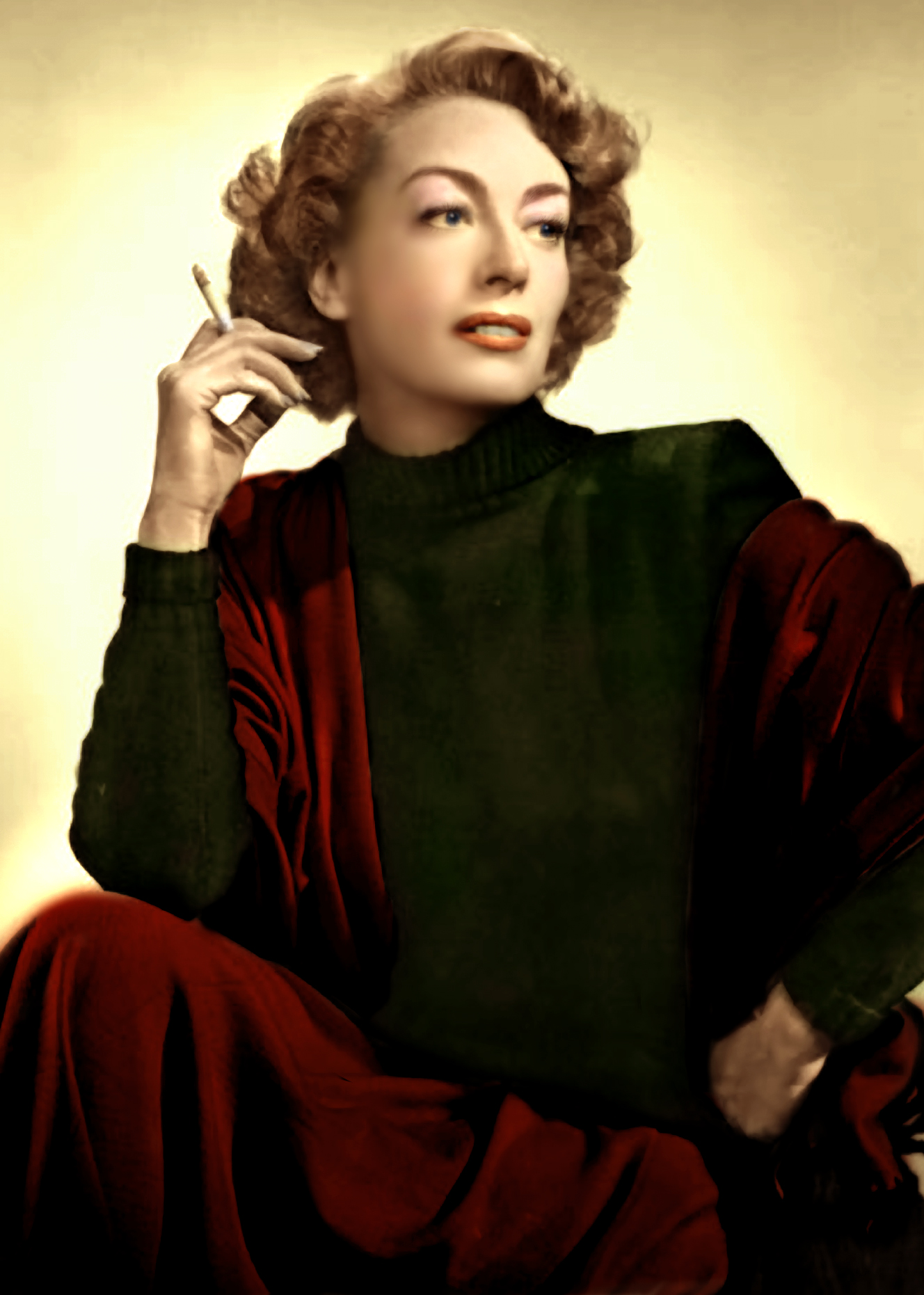
ジョーン・クロフォード
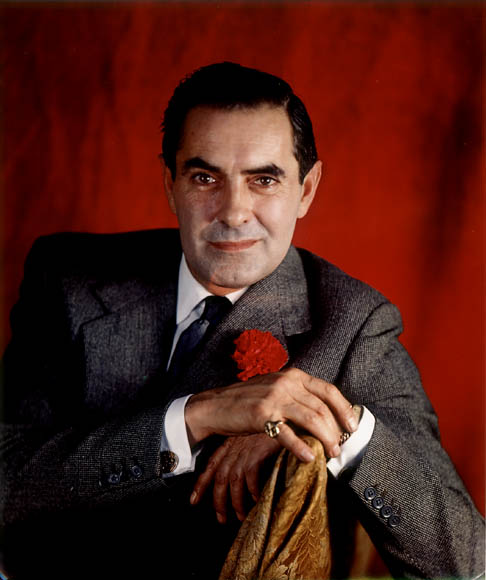
タイロン・パワー